# 櫛田一男
櫛田 一男（くしだ かずお、1937年〈昭和12年〉7月6日 - 2022年〈令和4年〉9月7日）は、日本の政治家。元福島県いわき市長（1期）。

## 略歴
- 1937年（昭和12年） - 福島県いわき市に生まれる。
- 1956年（昭和31年） - 福島県立磐城高等学校卒業。福島県庁職員となる。
- 1987年（昭和62年） - 福島県議会議員選挙（自民党公認）に立候補し一旦当選するが、後に失職する。
- 1990年（平成2年） - 福島県議会議員補欠選挙（自民党公認）で当選し、連続5回当選。
- 2005年（平成17年） - いわき市長選挙で現職の四家啓助を破り初当選。
- 2009年（平成21年） - 再選を目指したいわき市長選挙で新人の渡辺敬夫に8,000票近くの差をつけられて落選。
- 2010年（平成22年） - 旭日小綬章受章[2]
- 2022年（令和4年）9月7日 - 誤嚥性肺炎のため、いわき市の病院で死去[3]。85歳没。死没日付をもって従五位に叙された[4]。